# Halo: The Flood
«Halo: The Flood» (укр. Halo: Потоп) — науково-фантастичний роман Вільяма Корі Дітца, новелізація відеогри Halo: Combat Evolved. У 2010 році роман було перевидано з невеликими змінами в сюжеті та виправленнями.
Сюжет продовжує роман «Halo: The Fall of Reach» та в загальному повторює сюжет Halo: Combat Evolved.

## Сюжет
Війна між людством і Ковенантом, запекла боротьба за виживання людей, досягла «точки кипіння» на загадковій планеті-кільці Гало. Але жорстокі воїни Ковенанту, наймогутнішої військової сили іншопланетян, є не єдиною загрозою, якої слід очікувати.
Космічний корабель «Стовп Осені» (англ. Pillar of Autumn), щоб не видати координати Землі, здійснює стрибок у гіперспростір до випадкової точки. Він опиняється біля кільцевої структури, що має на поверхні материки, розташованої біля газового гіганта Порогу. Однак флот Ковенанту вже чекає на людей. Його Пророк забороняє вести вогонь по людському кораблю, боячись пошкодити священне кільце — Гало. Війська Ковенанту йдуть на абордаж «Стовпа Осені». Тим часом, техніки «Стовпа Осені» пробуджують від кріосну єдиного вцілілого у попередній операції бійця «Спартанця» Майстра Чіфа.
Коли Ковенант захоплює управління «Стовпом Осені», капітан Джекоб Кіз (англ. Jacob Keyes) наказує застосувати Протокол Коула — будь-що не дати ворогу заволодіти координатами Землі. Він наказує команді евакуюватися з судна на поверхню Гало. Майстру Чіфу він вручає чіп з ШІ на ім'я Кортана, щоб той зберіг його, оскільки саме Кортана містить дані про місцезнаходження Землі. Чіф пробивається крізь ряди загарбників до рятувальної шлюпки і приземляється на поверхню Гало. Група Орбітальних шокових десантників (англ. Orbital Drop Shock Troopers, ODST), очолювана майором Антоніо Сільва (англ. Major Antonio Silva) із заступником Мелісою МакКей (англ. Melissa McKay), в капсулах висаджуються на Гало, щоб організувати базу.
Тим часом група солдатів Ковенанту, очолювана Яяпом (англ. Yayap), розшукує пораненого Чіфом еліта. Коли вони його знаходять, мусять швидко евакуюватися, оскільки некерований «Стовп Осені» починає входити в атмосферу Гало. Еліт Оссуна (англ. Ossoona) чи інакше Існа'Носолі (англ. Isna 'Nosolee), маскуючись, пробирається в шлюпку капітана Кіза. Десантувавшись, Кіз і його солдати мусять переховуватися. Офіцер Еллен Довскі пропонує здатися і сама видає місцезнаходження людей. В результаті на групу нападають і Кіз опиняється в полоні на кораблі «Істина і Єднання».
Майстер Чіф, приземлившись, розшукує решту бійців ODST. Зібравши загін, він вирушає на «Істину і Єднання», звідки допомагає втекти Джейкобу Кізу. Капітан тим часом дізнався, що Гало священне для Ковенанту і створене не цим союзом. Він припускає, що Гало — це зброя велетенської сили. Тікаючи з крейсера, Кіз дає Чіфу завдання знайти диспетчерську Гало. Міранда МакКей очолює рейд на впалий «Стовп Осені», щоб забрати з корабля техніку і припаси. Кіз з іншими бійцями висаджуються в заплаві, де знаходять невідомі споруди. Просуваючись вглиб, вони виявлять розтерзаних воїнів Ковенанту, а далі мішкоподібних істот — Потоп, які заражають інших істот, перетворюючи їх на чудовиськ.
Тим часом Майстер Чіф підключає Кортану до комп'ютерної мережі Гало. Кортана отримує дані, що Гало — не зовсім зброя, але вона з Чіфом не встигають з'ясувати що це насправді, бо мусять рятувати капітана Кіза. Прибувши на заплави, де в останній раз бачилися з капітаном і його командою, Чіф виявляє, що капітан зник, а однаково і люди і солдати Ковенанту вбиті віддалено схожими на них потворами. Вцілілий заражений солдат, Волліс Дженкінс, що був залишений у напівпритомному стані, раптом нападає на Мелісу МакКей. Маккей захоплює його для вивчення інфекції Потопу. З Чіфом зв'язується ШІ Гало, 343 Винна Іскра, та телепортує його до себе. Він повідомляє Чіфу про те, яка небезпека вибралася з глибин Гало. Потоп — паразит, що інфікує істот і перетворює їх на свої видозміни — бойову форму або форму зараження. Винна Іскра вказує Чіфу де лежить Індекс активації Гало, щоб той ввімкнув установку і її дія знищила Потоп. Тим часом люди обороняють свою базу від атаки Ковенанту. Майстер Чіф пробивається крізь орди Потопу, який вже поширився поверхнею Гало, і добуває Індекс, який приносить Винній Іскрі. Але Чіфа зупиняє Кортана, пояснюючи: Гало — зброя, яка вбиває не тільки Потоп, але і будь-яке інше життя в межах галактики, позбавляючи Потоп матеріалу для відтворення. Чіф і Кортана, розуміючи, що повинні зупинити Винну Іскру від активації Гало, вирішують підірвати реактори «Стовпа Осені», що знищить Гало і всіх на ньому. Щоб це зробити, їм потрібна інформація капітана Кіза, якого Кортана відслідковує на крейсері Ковенанту.
Чіф пробивається до крейсера, борючись з Ковенантом і Потопом, але прибуває надто пізно — Кіза заражає Потоп. У той час як Чіф і Кортана рухаються до «Стовпа Осені», залишки людей відлітають з нього. Сільва повертається на «Істину і Єднання» разом з пілотом, щоб відлетіти з Гало, коли вибухнуть реактори «Стовпа Осені». МакКей бачить, що Сільва засліплений думкою про просування по службі та славу, яку отримує, повернувшись на Землю. Це ставить під загрозу Землю, оскільки навіть одна особина Потопу може заразити всю планету. Дженкінс, будучи ще дієздатним, підриває лінію живлення «Істини і Єднання», корабель падає та врізається в Гало. При зіткненні всі на борту гинуть.
На «Стовпі Осені» Майстер Чіф дестабілізує реактори, у той час як Винна Іскра і її дрони намагаються їх зупинити. Поки триває відлік до вибуху, Кортана направляє Чіфа до ангара з винищувачем, на якому вони і відлітають з Гало. Після вибуху корабля і розпаду Гало, Кортана говорить, що вона з Чіфом, імовірно, єдині вцілілі. На слова Кортани про кінець боротьби, Чіф відповідає їй: «Ні, Ковенант все ще існує і Земля під загрозою. Ми тільки почали».

## Оцінки і відгуки
Прийом книги був неоднозначним. Деякі критики знайшли стиль письма Дітца схожим на стиль Еріка Нілунда, котрий створив бестселер «Halo: The Fall of Reach». Інтерпретація Дітцом Майстра Чіфа отримала як схвалення, так і обурення. Критики і пересічні читачі знайшли низку нестикувань роману із сюжетною лінією гри та групі помилки, які суперечать канону серії. Так, наприклад, Чіф в одній з глав прострілює істотам легколо хребет, тоді як за каноном ці істоти є колоніями червів і відповідно взагалі не мають скелета. Сержант Стакер замінений на двох персонажів: сержанта Веллера і безіменного десантника. Додатково на обкладинці видання 2010 року Майстер Чіф зображений в обладунках марки VI, які за іграми отримав задовго після описаних в «Halo: The Flood» подій.
Більш позитивно були сприйняті описи історії та персонажів, зокрема десантників. Дітц також отримав схвалення за введення загрози Потопу Землі й опис культури Ковенанту, якого не було в грі.
У відповідь на критику книги, включаючи його інтерпретацію Майстра Чіфа, Дітц відповів: … що ж до [оглядів книги], прочитаних мною, деякі негативні говорять, що коли книга виглядає такою ж, як і гра, то нащо її читати? Що ті читачі не можуть зрозуміти, — це те, що я був найнятий для новелізації гри. Це означає брати гру і перетворювати її в книгу […] або, інакше кажучи, я робив те, для чого і був найнятий…тут певно є люди, що вважають ніби я описав Чіфа не таким. Це новина для мене. Все, що я можу повідомити вам — це те, що люди з Bungie, котрі ревно дбають про персонажів і всесвіт, ніколи не підносили це видання і схвалили написану книгу. Однак, без сумніву, кожен автор різний, і підходитиме до персонажів по-іншому. Так нілундове розуміння Чіфа відрізняється від мого певними рисами, що має бути зрозумілим."